# Mercado de divisas
El mercado de divisas o mercado cambiario, también conocido como Forex (abreviatura del término inglés Foreign Exchange), FX o Currency Market, es un mercado mundial y descentralizado en el que se negocian divisas.
Este mercado nació con el objetivo de facilitar el flujo monetario que se deriva del comercio internacional. Es, por gran margen, el mercado financiero más grande del mundo, llegando a mover un volumen diario de transacciones de alrededor de cinco billones de dólares estadounidenses USD, más que todos los demás mercados bursátiles del planeta combinados. Ha crecido tanto que, en la actualidad, el total de operaciones en moneda extranjera que se debe a operaciones internacionales de bienes y servicios representan un porcentaje casi residual, debiéndose la mayoría de las mismas a compraventa de activos financieros. En consecuencia, este mercado es bastante independiente de las operaciones comerciales reales y las variaciones entre el precio de dos monedas no puede explicarse de forma exclusiva por las variaciones de los flujos comerciales.
Según el Banco de Pagos Internacionales (BPI), los resultados mundiales preliminares de la Encuesta de Operaciones de Divisas y de Derivados del Mercado Bancario Trienal de 2022 muestran que el comercio en los mercados de divisas promedió $ 7,5 billones por día en abril de 2022. Esto es superior a $ 6,6 billones en abril de 2019.
El desglose de 7,5 billones de dólares es el siguiente:
- $ 2,1 billones en transacciones spot
- $ 1,2 billón en forwards
- $ 3,8 billones en swaps de cambio de divisas
- $ 124 millardos de permuta de divisas
- $ 304 millardos en opciones y otros productos

## Características del mercado de divisas

### Tamaño del mercado y liquidez
El mercado de divisas es único debido a:
- El volumen de las transacciones
- La liquidez extrema del mercado.
- El gran número y variedad de los intervinientes en el mercado
- Su dispersión geográfica
- El tiempo en que se opera - 24 horas al día (excepto los fines de semana).
- El cambio de horarios trading.
- La variedad de factores que generan los tipos de cambio.

El volumen de divisas que se negocia internacionalmente, con un promedio diario de  US$ 7,5 billones,: 5  operando en un solo día lo que a Wall Street le tomaría un mes (o más) en el mercado bursátil.
Los contratos de futuros de divisas fueron introducidos en 1972 en el Chicago Mercantile Exchange (Bolsa de Comercio de Chicago) y es uno de los contratos que se negocian más activamente. El volumen de los futuros de divisas ha crecido rápidamente los últimos años, pero explica solamente cerca del 7% del volumen total del mercado de moneda extranjera, según Wall Street Journal Europa (5/5/06, P. 20). Los diez participantes más activos explican casi el 73% de volumen negociado, según Wall Street Journal Europa, (2/9/06 P. 20).
Los grandes bancos internacionales proveen al mercado de divisas un precio de compra (bid) y otro de venta (ask). El spread es la diferencia entre estos precios y normalmente se constituye como la retribución a la entidad por su papel de intermediario entre los que compran y los que venden usando sus canales. Por lo general el spread en las divisas más negociadas es de solamente 1-3 pips o puntos básicos (que es la cantidad mínima que puede cambiar el precio de una divisa). Por ejemplo, si el bid (precio de compra) en una cotización de EUR/USD es de 1,2200 mientras que el Ask (precio de venta) se establece en 1,2203, se pueden identificar con claridad los 3 pips de Spread.

### Características del mercado
Entre las implicaciones de no ser un mercado centralizado se encuentra el que no existe una sola cotización para las divisas que se negocian: ésta depende de los diferentes agentes que participan en el mercado.
| Rango | Divisa               | Código ISO 4217 (Símbolo) | % Porcentaje (abril de 2022) |
| ----- | -------------------- | ------------------------- | ---------------------------- |
| 1     | Dólar estadounidense | USD ($)                   | 88,5%                        |
| 2     | Euro                 | EUR (€)                   | 30,5%                        |
| 3     | Yen japonés          | JPY (¥)                   | 16,7%                        |
| 4     | Libra esterlina      | GBP (£)                   | 12,9%                        |
| 5     | Yuan chino           | CNY (yn)                  | 7,0%                         |
| 6     | Dólar australiano    | AUD ($)                   | 6,4%                         |
| 7     | Dólar canadiense     | CAD ($)                   | 6,2%                         |
| 8     | Franco suizo         | CHF (Fr)                  | 5,2%                         |
| 9     | Dólar de Hong Kong   | HKD ($)                   | 2,6%                         |
| 10    | Dólar de Singapur    | SGD ($)                   | 2,4%                         |
| 11    | Corona sueca         | SEK (kr)                  | 2,2%                         |
| 12    | Wŏn surcoreano       | KRW (₩)                   | 1,9%                         |
| 13    | Corona noruega       | NOK (kr)                  | 1,7%                         |
| 14    | Dólar neozelandés    | NZD ($)                   | 1,7%                         |
| 15    | Rupia india          | INR (₹)                   | 1,6%                         |
| 16    | Peso mexicano        | MXN ($)                   | 1,5%                         |
| 17    | Nuevo dólar taiwanés | TWD ($)                   | 1,1%                         |
| 18    | Rand sudafricano     | ZAR (R)                   | 1,0%                         |
| 19    | Real brasileño       | BRL (R$)                  | 0,9%                         |
| 20    | Corona danesa        | DKK (kr)                  | 0,7%                         |
| Otras | Otras                | Otras                     | 7,3%                         |
| Total | Total                | Total                     | 200%                         |

El mercado de divisas es un mercado mundial que, aunque cuenta con acceso las 24 horas, en la práctica se ve limitado por el paréntesis de las operaciones en el fin de semana. Aun en esos periodos de interrupción, los operadores pueden colocar posiciones de compra o de venta que se verán dinamizadas cuando el mercado comience a fluctuar. No es menos importante tener en cuenta que durante el periodo de negociación, la hora del día en la que se acceda en este mercado tiene un impacto directo en la liquidez para operar en una o en varias divisas. Los momentos en los que abren las principales bolsas del mundo son los de mayor liquidez y movimiento, si bien el mercado Forex no está directamente vinculado con la naturaleza de estos centros de negociación. Dado que estamos hablando de un mercado extrabursátil, no se deben menospreciar los cambios que estos centros pueden causar.
Los principales centros de negociación son las bolsas de Londres, Nueva York y  Tokio.  Primero abren los mercados asiáticos, posteriormente los europeos y finalmente abren los mercados americanos. El mercado abre el domingo por la tarde (hora de la costa Este de Estados Unidos) y cierra el viernes a las 4:00 p. m. hora del Este. Esto permite el acceso permanente a los mercados con el beneficio de una mayor liquidez y una capacidad de respuesta rápida a los acontecimientos económicos o políticos que tengan efecto sobre él.
Las fluctuaciones en los tipos de cambio son causadas, generalmente, por flujos monetarios reales así como por las expectativas de cambios en ellos debido a los cambios en las variables económicas como el crecimiento del PIB, inflación, los tipos de interés, presupuesto y los déficit o superávit comerciales, entre otras.
Las noticias importantes se publican a menudo en fechas programadas, así que los inversores tienen acceso a las mismas noticias al mismo tiempo. Sin embargo, los grandes bancos tienen una ventaja importante: pueden ver el libro de órdenes de sus clientes.
En el mercado de divisas, las monedas se negocian en cruces. Cada cruce de monedas constituye un producto individual y es tradicionalmente anotado como XXX/YYY, donde YYY es el código internacional de tres letras ISO 4217 en el cual el precio de una unidad de XXX se expresa. Por ejemplo: EUR/USD es el precio del Euro (EUR) expresado en dólares estadounidenses (USD) entendiéndose que un 1 euro = 1,18416 dólares estadounidenses (17 de septiembre de 2020)
Según el estudio del BIS, los cruces de monedas más negociados eran:: 13 
- EUR/USD - 22,7%
- USD/JPY - 13,5%
- GBP/USD - 9,5%

## Participantes del mercado
De acuerdo con un estudio del BPI de 2022:: 10 
- el 46,1% de las transacciones eran exclusivamente entre bancos
- 48,2% fueron entre bancos y otro tipo de firma financiera
- 5,7% se realizaron entre un intermediario y una compañía no financiera.

Los principales operadores en el mercado de divisas son los siguientes:

### Instituciones financieras
Estas instituciones pueden participar en el mercado de forma especulativa o de cobertura o actuando por cuenta de un cliente. Cualquier transacción económica internacional, desde una transferencia hasta la compra de unas acciones extranjeras, implican el paso previo por el mercado de divisas para efectuar la compraventa de divisas necesarias para realizar la operación principal.
Hasta hace poco tiempo, los operadores en divisas participaban activamente en este negocio, facilitando a las partes que negociaban el cumplimiento efectivo de sus órdenes a cambio de unos honorarios limitados. Hoy, sin embargo, gran parte de este negocio se ha trasladado a sistemas electrónicos más eficientes, tales como EBS, Reuters, la Bolsa de Valores de Chicago, Bloomberg y TradeBook.

### Compañías comerciales
Las empresas del sector no financiero que operan con clientes y proveedores internacionales intervienen también en el mercado. Su impacto en el mercado en el corto plazo es pequeño. Sin embargo, los flujos comerciales son un factor importante en el comportamiento a largo plazo de una moneda. Además, las operaciones de algunas multinacionales pueden tener un impacto imprevisible en el cambio de la moneda de países pequeños.

### Bancos centrales
Los bancos centrales operan en los mercados de moneda extranjera para controlar la oferta monetaria, la inflación y/o los tipos de interés de la moneda de su país. A menudo imponen las tasas de cambio e incluso a menudo utilizan sus reservas internacionales para estabilizar el mercado. La expectativa o el rumor de una intervención de un banco central pueden ser suficiente para alterar el valor de una moneda. Sin embargo, los bancos centrales no logran siempre sus objetivos y en algunos casos el mercado puede imponerse a un banco central. Esto sucedió en la debacle 1992-93 del mecanismo de tipos de cambio y en la crisis financiera asiática de 1997.

### Inversores particulares a través de intermediarios
Gracias a este mercado han surgido empresas especializadas que se encargan de brindar servicios de administración de cuentas en forex, fondos de inversión y sistemas automáticos. Hoy en día se cree que el mercado de intercambio de divisas (FOREX o FX) es el mercado financiero con mayor proyección de crecimiento en el mundo financiero moderno.
Una de sus principales diferencias frente al mercado bursátil es que el mercado de divisas carece de una ubicación centralizada, opera como una red electrónica global de bancos, instituciones financieras y operadores individuales, todos dedicados a comprar o vender divisas en virtud de su volátil relación de cambio.
En la actualidad existen empresas especializadas en la participación y apoyo a los operadores de este mercado que ofrecen diferentes tipos de servicios. En primer lugar, los "Brokers" o intermediarios financieros, ofrecen la posibilidad de abrir una cuenta en una divisa determinada y por medio de órdenes de compra y venta, emitidas por diferentes canales, permiten al inversor tratar de obtener beneficios aprovechando las fluctuaciones de los tipos de cambio de las distintas monedas. Estas empresas, dada su importancia en el sistema financiero, normalmente están sujetas a diversos controles y auditorías; no obstante, cuando se está hablando del intermediario financiero o "broker", es recomendable que antes de elegir uno se investigue su solidez y trayectoria, así como tener en cuenta el marco legal por el que se rige.
Para el operador individual, el principal objetivo como inversor es la especulación acerca de los cambios futuros en el precio de las divisas y, al comprarlas y venderlas según las fluctuaciones de los tipos de cambio, podrá conseguir beneficios o pérdidas.

### Empresas gestoras de fondos de inversión
Estas empresas actúan en el mercado de divisas para tener acceso a los mercados financieros de otros países y así poder invertir en bonos, acciones, etc.  a cuenta de los partícipes de sus fondos.

## Tipos de instrumentos
El valor total de intercambios mundial asciende a 7,5 billones de dólares, alcanzando los derivados tradicionales un valor total de 3,7 billones de dólares. Entre los instrumentos más comunes están:
- Operaciones al contado de divisas: Conocidas en inglés como Foreign Exchange Spot Trading, son compra venta de divisas en las que el tiempo que transcurre desde la contratación hasta su liquidación (entrega de las divisas ) es igual a dos días hábiles. Si el tiempo se reduce a un día hábil recibe el nombre de tom/next (T/N) y con valor mismo día hábil se denomina overnight (O/N)
- Operaciones a plazo de divisas: Son operaciones de compraventa de divisas en las que la cantidad y el precio de las divisas se fijan en el momento de la contratación pero la liquidación o entrega de las divisas no se realiza en el momento de la contratación sino en uno posterior, también fijado en el contrato. Este contrato se diferencia del futuro de divisas que se contrata en el mercado de derivados y de forma estandarizada. Las operaciones a plazo representan un 70% del total de las operaciones realizadas.[5]
- Derivados:
  - Opción financiera de divisas: Llamados en inglés Foreign Exchange Options, es un contrato que da el derecho no obligatorio una divisa por otra a una tasa determinada en una fecha predeterminada. Es un Over The Counter derivado.
  - Futuros de divisas: También llamadas Foreign Exchange Futures, es un acuerdo de intercambiar divisas en cierta fecha bajo una tasa predeterminada. A diferencia de las opciones, no es un Over The Counter.
  - Futuros a plazo: En inglés Outright forward. Un único intercambio de una divisa por otra a la tasa de un día futuro predeterminado.
  - Contrato no negociado de divisas: Su nombre en inglés es nondeliverable fowards. Un contrato generalmente negociado transterritorialmente, que se liquida sobre la base de distintas monedas. Permite tener exposición a una moneda, sin tener que recibir o pagar dicha divisa.
  - Swap de divisas (en inglés: Foreign exchange swaps): es un contrato entre dos contrapartes de comprar y vender una cantidad de divisas, y de recomprar y revender las divisas a una tasa determinada en una fecha predeterminada.

## Factores que afectan al tipo de cambio
Entre los factores que afectan al tipo de cambio se cuentan:
- Factores económicos: déficit comercial, inflación, diferencias de tipos de interés, déficit público, desempleo, PIB, IPC, etc.
- Factores políticos: pueden afectar a la política monetaria y cambiaria del país o a sus fundamentos económicos. En este punto, se puede considerar la estabilidad política.
- Psicología del mercado: rumores, etc. Aunque este punto puede parecer de menor importancia no es así. Por ejemplo, el día 23/04/2013 un rumor de atentado en la Casa Blanca vía Twitter hizo tambalear la bolsa de Wall Street durante algunos minutos. Los índices llegaron a caer más de un 1%. Con cierta frecuencia, el comportamiento caótico de algunas bolsas de acciones puede verse reflejado en las cotizaciones del mercado de divisas.

Existen diversas teorías económicas que tratan de explicar la dinámica del mercado de divisas ateniéndose a los factores antes mencionados.

## Análisis Forex
Existen dos modalidades de análisis en el mercado de divisas que permiten evaluar un par de divisas y tratar de pronosticar hacia donde podría dirigirse el precio futuro.

### Análisis fundamental
El análisis fundamental es utilizado generalmente por los inversores a largo plazo. Este análisis considera los fundamentos macroeconómicos de las distintas áreas como el tipo de interés bancario, el producto interno bruto, la inflación, el índice de producción industrial y la tasa de desempleo y trata de realizar predicciones en función de la evolución relativa de dichos indicadores.

### Análisis técnico
El análisis técnico es la modalidad utilizada mayormente por los especuladores a corto y medio plazo, que lo utilizan para tratar de pronosticar los movimientos frecuentes y las oscilaciones diarias que presentan los pares de divisas del mercado. Este análisis consiste en plasmar en un gráfico del precio de un par de divisas un conjunto de líneas de tendencias, formaciones, e indicadores técnicos, que ayudan a pronosticar los movimientos inmediatos del precio.
No obstante, hay que señalar que algunos detractores han tachado este tipo de análisis de subjetivo y acientífico.